# 松崎莉沙
松崎 莉沙（まつざき りさ、1996年11月17日 - ）は、日本の女優、歌手。

## 経歴
滋賀県野洲市出身。近江兄弟社中学校・高等学校卒業。大阪音楽大学短期大学部ミュージカルコース入学、在学中にトライストーン・エンタテイメントに所属することとなり上京。
2014年、テレビ朝日「お願い!ランキング」、テレビ東京「THEカラオケバトル」出演。日本テレビ「第二回全日本歌唱力選手権 歌唱王」決勝進出。
2015年「レ・ミゼラブル×帝劇 のどじまん・思い出じまん大会」本戦出場。父親と「プリュメ街」を歌唱。
2017年〜2019年 コーラスグループ『Roys』で活動
2021年4月、ミュージカル『ミュージカル『薄桜鬼 真改』〜相馬主計篇〜』に雪村千鶴役で出演、女優デビュー。
2021年7月、ミュージカル『ひめゆり』に星組ふみ役で出演。

## 人物
- 趣味は舞台鑑賞、ピアノ、ドラム。特技は歌、クラシックバレエ。

## 作品

### デジタル配信
| # | リリース日    | タイトル      | レーベル      | 備考                                                      |
| - | ------------- | ------------- | ------------- | --------------------------------------------------------- |
| 1 | 2017年9月13日 | Can't you say | ユニバーサルJ | Roys アニメ『恋と嘘』エンディングテーマ iTunes最高順位8位 |
| 2 | 2018年3月14日 | I'll be there | ユニバーサルJ | Roys アニメ『SPIRITPACT -黄泉の契り-』エンディングテーマ  |

### シングル
| # | リリース日    | タイトル      | レーベル      | 品番・備考     |
| - | ------------- | ------------- | ------------- | -------------- |
| 1 | 2018年5月16日 | I'll be there | ユニバーサルJ | roys UPCH-5940 |

## 出演
太字はメインキャラクター。

### 舞台
- ミュージカル ミュージカル『薄桜鬼 真改』〜相馬主計篇〜（2021年4月2日 - 4日、日本青年館ホール / 4月8日 - 11日、AiiA 2.5 Theater Kobe） - ヒロイン・雪村千鶴 役
- ミュージカル ひめゆり（2021年7月8日 - 11日、戸田市文化会館大ホール） - ふみ 役
- 殺陣パフォーマンス「業〜Gou」& 朗読劇「寺山修司メルヘン全集〜かもめ」
- cube 25th presents音楽劇 「夜来香ラプソディ」（2022年3月12日 - 27日、Bunkamuraシアターコクーン / 4月3日日本特殊陶業市民会館ビレッジホール / 4月7日 - 10日、サンケイホールブリーゼ  / 4月16日長岡市立劇場大ホール）[5]
- ミュージカル ミュージカル『薄桜鬼』HAKU-MYU LIVE3（2022年10月29日 - 30日、Zepp Namba / 11月11日 - 13日、Zepp DiverCity） - 雪村千鶴 役[6]

### イベント
- 2017年12月9日 - 「TGC HIROSHIMA2017 by TOKYO GIRLS COLLECTION」オープニングアクト（広島グリーンアリーナ）
- 2018年6月5日 - 「NACK5 30th　ANNIVERSARY THANKS LIVE!!!ラジオのファンタジーパンツ！」

### テレビ
- 2014年
  - 6月 - 「お願い!ランキング」（テレビ朝日）
  - 7月 - 「THEカラオケバトル」（テレビ東京他）
  - 12月 - 「第二回全日本歌唱力選手権 歌唱王」決勝進出（日本テレビ他）
- 2024年
  - 12月 - 「第十二回全日本歌唱力選手権 歌唱王」準決勝進出（日本テレビ他）

- 以下Roysでの出演 -
- 2017年12月18日 - 「アニステ」（TOKYO MX他）
- 2018年
  - 1月2日 - 「第五回歌唱王 みどころ」エキシビションステージ（日本テレビ他）
  - 5月7日 - 「プレミアMelodiX!」（テレビ東京他）
  - 5月22日 - 「ライブB♪」（TBSテレビ）
  - 5月29日 - 「FULL CHORUS ～音楽は、フルコーラス～」（BSスカパー！）